# Collinsia caliginosa nemenziana
Collinsia caliginosa là một loài nhện trong họ Linyphiidae.
Loài này thuộc chi Collinsia. Collinsia caliginosa nemenziana được Konrad Thaler miêu tả năm 1980.